# Голубовићи (филм)
„Голубовићи“ је југословенски филм из 1969. године. Режирао га је Здравко Шотра, а сценарио је писао Слободан Стојановић.

## Улоге
| Глумац             | Улога     |
| ------------------ | --------- |
| Карло Булић        | Погребник |
| Рада Ђуричин       |           |
| Ђорђе Јелисић      | Марко     |
| Оливера Марковић   |           |
| Слободан Перовић   |           |
| Милан Срдоч        |           |
| Миливоје Живановић | Густав    |